# Miloš Knor
Miloš Knor, vlastním jménem Miloslav Knor, (* 18. prosince 1967 České Budějovice) je český moderátor, komik a scenárista.

## Život
Po absolvování Střední zemědělské školy technické v Českých Budějovicích pracoval několik let v prodejně Mototechny, pak z důvodu možnosti vyššího výdělku přešel pracovat do Uhelných skladů, od roku 1990 pracoval v rakouském Linci, kde rozvážel nealkoholické nápoje.
Debutoval v roce 2007 v pořadu „Na stojáka“ televize HBO. „Předvedl jsem nakonec svou scénku Poprvé, která vypráví příběh jen slovy začínajícími na p, což je podle mne jedno z nejslavnějších vystoupení. Moc jsem ale nezaujal. Pak mi režisér Zdeněk Tyc zavolal, ať ukážu i něco jiného. S Jointem za volantem jsem už uspěl, přidal Poprvé a podle reakcí diváků jsem poznal, že se baví,“ vzpomíná na své začátky Miloš Knor.
V roce 2008 založil uměleckou agenturu KOMICI s.r.o. Jejich premiérové představení s názvem „KOMICI s.r.o.“ odehráli 29. ledna 2008 v Českých Budějovicích. Od září 2009 hraje i své vlastní představení s názvem „OneKnorShow“.
V přímém přenosu moderoval se Zuzanou Bubílkovou opening TV Barrandov. Stal se autorem a moderátorem pořadu „KnorTime“ na TV Barrandov. Na téže televizi byl spoluautorem a hercem ve skečové show „KOKO TV“. Spolu se Zuzanou Bubílkovou byl autorem a protagonistou série „Hašteření“. S Ivou Pazderkovou moderoval vyhlášení ankety „Král bílé stopy“ 2009 a 2010 na ČT4.
V roce 2010 moderoval zábavnou show „Rande naslepo!“ uváděnou na TV Prima. Dne 14. května 2010 byl hostem Jana Krause v jeho pořadu „Uvolněte se, prosím“. Spolupracuje na všech dílech soutěže „Česko Slovensko má talent I i II“. Je oblíbeným moderátorem a bavičem různých společenských akcí. V roce 2017 byl zmíněn v písni kapely Morčata na útěku Di do prdele!.[zdroj⁠?!]
Dne 18. října 2020 vystoupil jako mluvčí na demonstraci proti koronavirovým opatřením vlády s projevem, ve kterém odmítl nošení roušek a zpochybnil výsledky testování.
Je podruhé ženatý, má tři děti: Miloše, Moniku a Ninu.
V říjnu 2021 oznámil, že bude kandidovat na prezidenta ČR v prezidentských volbách 2023, avšak v září 2022 svou kandidaturu stáhl.
V květnu 2023 účinkoval v hudebním videoklipu k singlu „Vrátit zpátky“ od pop-rockové kapely Znitra.

## Televize
- KnorTime (2009), TV Barrandov – co týden dal a hlavně vzal satirickým pohledem Miloše Knora
- KOKO TV (2009), TV Barrandov – zábavný pořad o všem, co se nestalo, ale stát se mohlo
- Sametové hašteření (2009), TV Barrandov – zábavný pořad očima Zuzany Bubílkové a Miloše Knora
- Rande naslepo! (2010), TV Prima – televizní seznamka

## Galerie

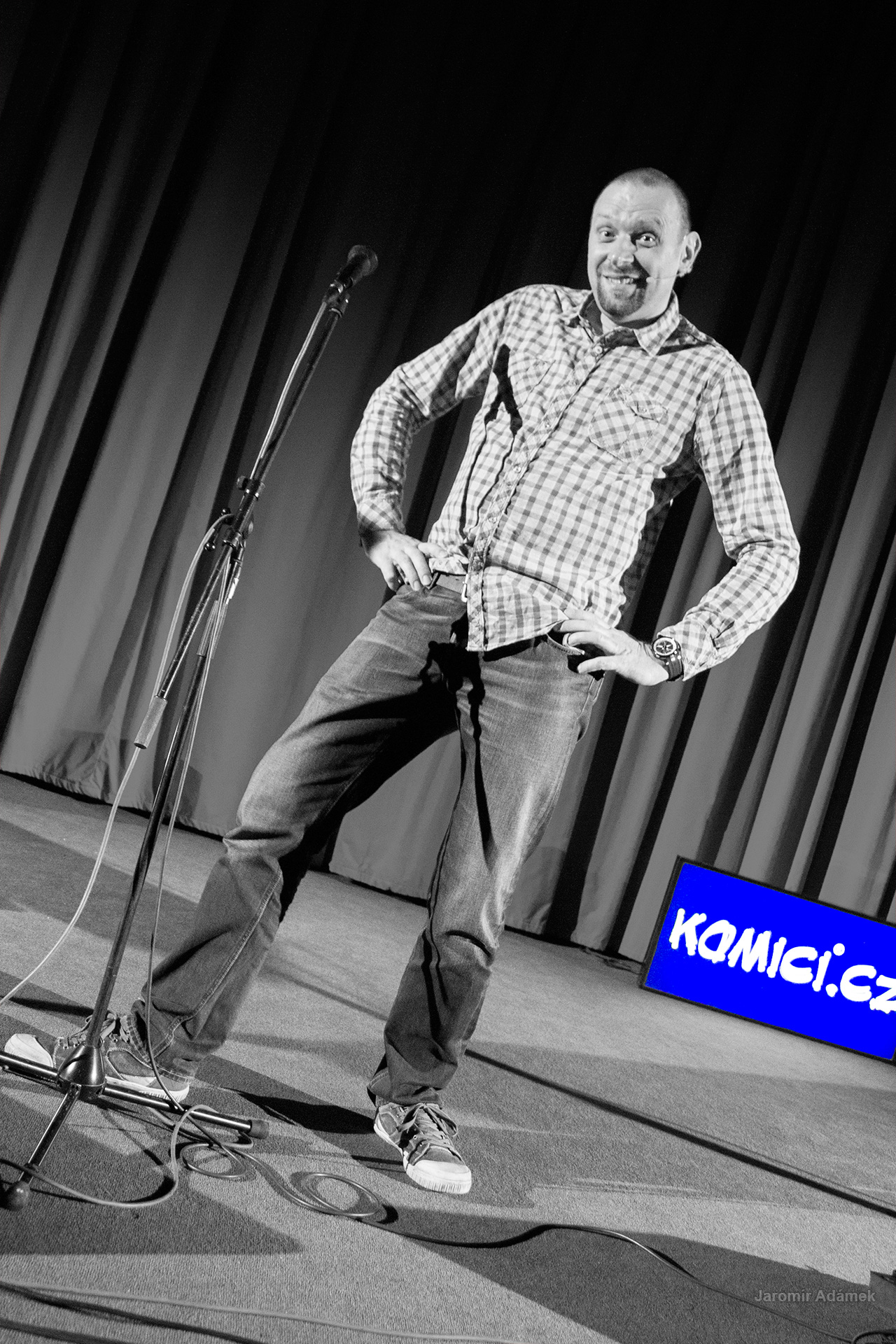
Miloš Knor (2013, Třinec, Kosmos)
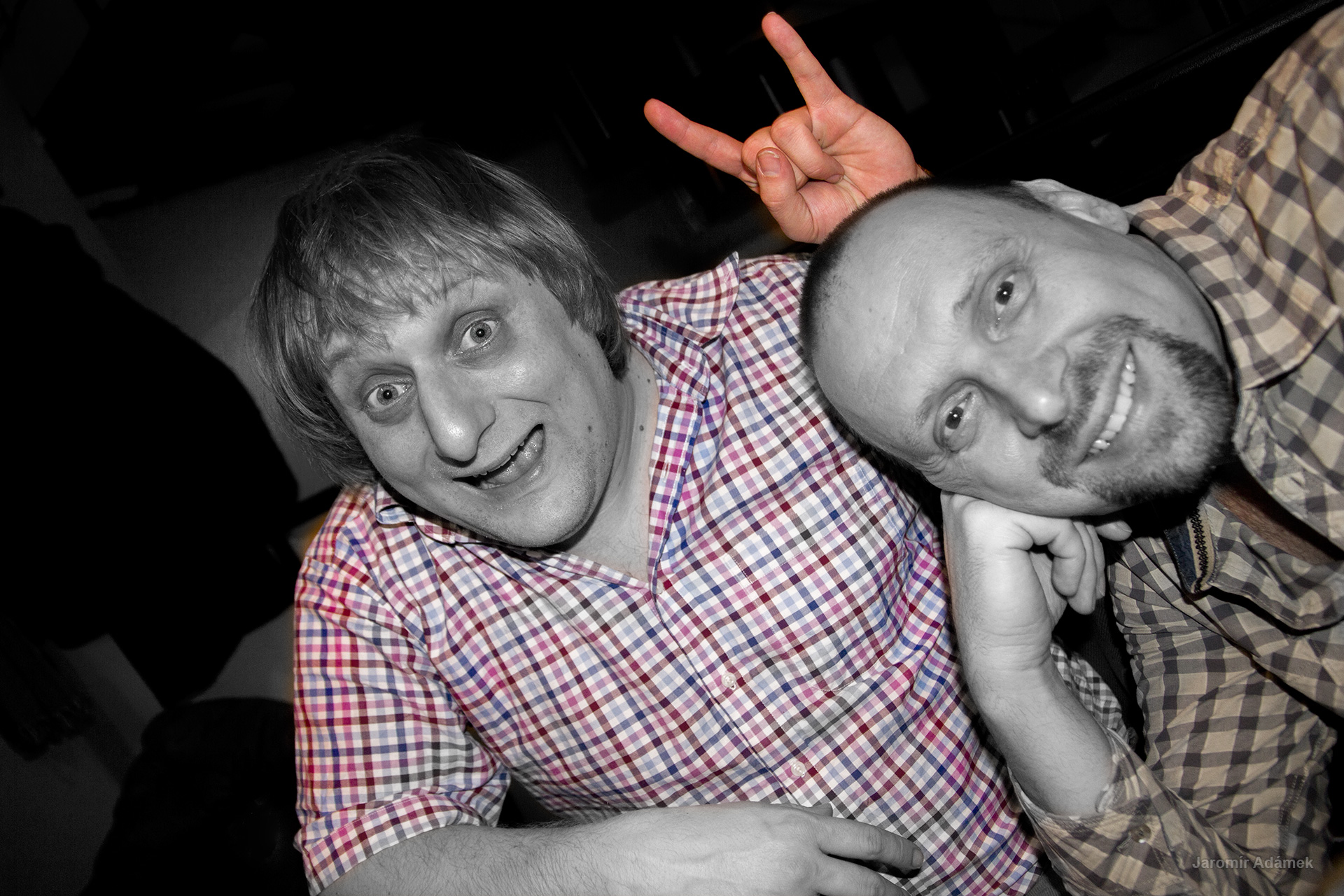
Lukáš Pavlásek a Miloš Knor (vpravo) (2013, Třinec, Kosmos)
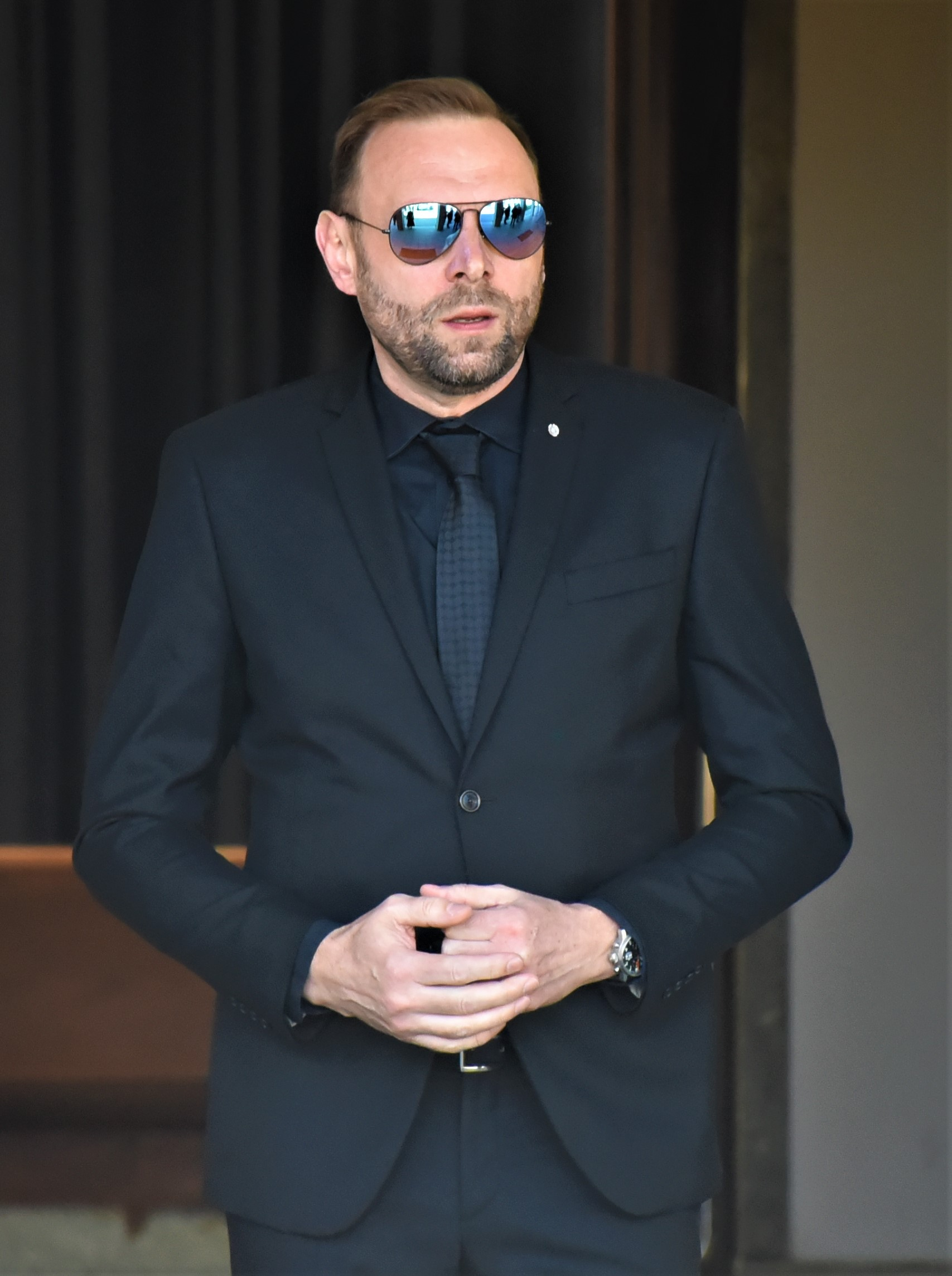
Miloš Knor na posledním rozloučení s Josefem Aloisem Náhlovským v Praze-Strašnicích
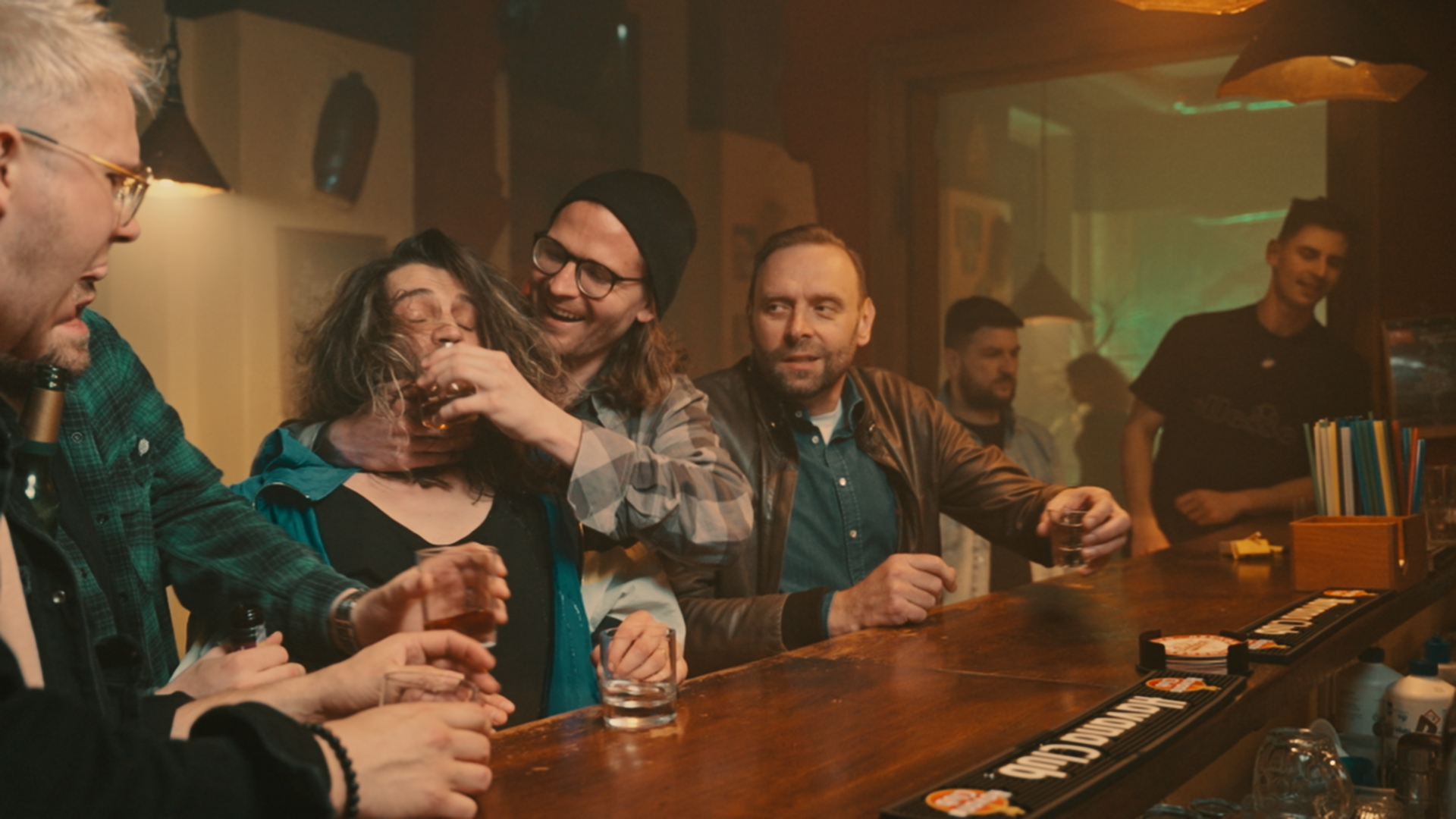
Miloš Knor a kapela Znitra během natáčení hudebního videoklipu k singlu Vrátit zpátky (duben 2023)